# خبرگزاری الآن
خبرگزاری الآن یک کانال ماهواره‌ای خبری سرگرمی است که از مقر آن در شهر رسانه‌ای دبی در امارات متحده عربی برای جهان عرب پخش می‌شود.

## دربارهٔ تلویزیون
شعار تلویزیون «اخبار واقعی و سرگرمی واقعی» است.
تلویزیون العان با حمایت از مسائل زنان، روشن کردن زندگی زنان عرب که نیمی از جامعه هستند و هدف قرار دادن گروه جوانان از طریق برنامه‌های سرگرم‌کننده، واقع‌بینانه و انسان‌دوستانه خود که به شدت علایق آنها را تحت تأثیر قرار می‌دهد، متمایز است.

## جوایز
- برنده جایزه بهترین فرمت صادراتی برای بهترین ایده صادراتی برای ستاره‌های بدون مرز در سال ۲۰۱۸ شد.